# عوز الأورنيثين ناقل الكربامويل
يُمثل عوز الأورنيثين ناقل الكربامويل (بالإنجليزية: Ornithine transcarbamylase deficiency)‏ أشيع اضطرابات دورة اليوريا عند البشر، وهو اضطراب موروث يسبب ارتفاع تراكيز الأمونيا إلى مستويات سامة تتراكم في الدم.
يُعد الأورنيثين ناقل الكربامويل -الإنزيم المعيب في هذا الاضطراب- آخر الإنزيمات في القسم القريب من دورة اليوريا، وهو مسؤول عن تحويل الكاربامويل فوسفات والأورنيثين إلى الحمض الأميني سيترولين. ينتقل عوز هذا الإنزيم بوراثة متنحية مرتبطة بالصبغي X، ما يجعل إصابة الذكور أشيع من الإناث.
يزداد تركيز الأمونيا بسرعة في الإصابات الشديدة مسببًا الرنح والخمول والموت إذا لم يحدث تداخل طبي عاجل. يُشخص الاضطراب اعتمادًا على مجموعة من الموجودات السريرية والتحاليل الكيميائية الحيوية، ويُؤكد التشخيص غالبًا باستخدام التقنيات الجينية الجزيئية.
بعد تشخيص المرض، يهدف العلاج إلى تجنب تحريض النوب التي قد ترفع مستويات الأمونيا. يشمل العلاج الأشيع استخدامًا حميةً منخفضة البروتين مع العوامل النابشة للنتروجين. يُعد زرع الكبد علاجًا شافيًا لهذه الحالة. أدت الاختبارات التجريبية للعلاج الجيني باستخدام ناقل فيروسي غدي إلى موت جيسي جيلسنغر أحد المشاركين في هذه الاختبارات، وتوقفت في بدايتها.

## العلامات والأعراض
قد يظهر عوز الأورنيثين ناقل الكربامويل في أي عمر، ويشيع الشكل المبكر عند الذكور. قد يظهر المرض في مراحل لاحقة من الحياة عند الذكور والإناث.[بحاجة لمصدر]
في الحالة النموذجية، يكون الرضيع الذكر المصاب في وضع جيد بدايةً، لكن يصبح متهيجًا في اليوم الثاني ويصاب بالخمول ويتوقف عن الرضاعة. قد يصاب الرضيع بخلل في التحكم في حرارة جسمه ومعدل تنفسه، وقد يعاني من نوب اختلاجية. يتطور اعتلال دماغي أيضي في حال عدم التداخل الطبي العاجل، وقد يترقى إلى الغيبوبة والموت خلال الأسبوع الأول من الحياة. تسبب المستويات العالية من الأمونيا ضررًا يفضل إصابة الدماغ مؤديًا إلى عواقب كارثية.
يظهر النمط المتأخر من عوز الأورنيثين ناقل الكربامويل بأشكال متعددة، ورغم أنه يُعد أخف شدةً من الشكل الطفلي النموذجي غالبًا، يضع هذا الاضطراب المرضى تحت خطر الإصابة بفرط أمونيا الدم التي قد تكون مهددةً للحياة إذا ظهرت مرافقةً لحالات شدة معينة. يعاني هؤلاء المرضى غالبًا من صداع وغثيان وإقياء وهذيان وشذوذات في السلوك واختلاجات. يكشف التاريح المرضي الغذائي المفصل للمصاب غالبًا عن قصة تجنب للبروتينات.
يتعلق إنذار المريض المصاب بعوز شديد بطول فترة فرط أمونيا الدم أكثر من درجة ارتفاعها أو وجود أعراض أخرى مثل الاختلاجات، وحتى لدى المرضى ذوي الشكل المتأخر من المرض، تعتمد الصورة السريرية على زمن فرط أمونيا الدم مع أن هذا المعيار لم ينل الاعتراف بعد.

## الجينات
ينتج عوز الأورنيثين ناقل الكربامويل عن طفرات تصيب مورثة الأورنيثين ناقل الكربامويل الواقعة على الصبغي إكس. تشفر هذه المورثة إنزيم الأورنيثين ناقل الكربامويل المتقدري الذي لا يُعبر عنه سوى في الكبد. يتألف الإنزيم الوظيفي من ثلاث وحدات فرعية متطابقة، وهو الأخير في القسم القريب من دورة اليوريا المؤلفة من تفاعلات تحدث في المتقدرة. تشمل ركائز التفاعل المحفزة بهذا الإنزيم كلًا من الأورنيثين والكاربامويل فوسفات، ويكون السترولين ناتج هذه العملية.
لا توجد طفرات شائعة تسبب هذا المرض، لكن 10-15% من الطفرات المسببة ناجمة عن عمليات حذف صبغي. تنتقل الطفرات وفق وراثة متنحية مرتبطة بالصبغي إكس، ما يفسر إصابة الذكور أكثر من الإناث. قد تبدي الإناث الحاملات لنسخة من المورثة المعيبة إصابةً شديدة أو تكنّ لا عرضيات، وهذا يعتمد على الطبيعة العشوائية لتعطيل الصبغي إكس.
هناك درجة ما من الارتباط بين النمط الوراثي والشكلي في عوز الأورنيثين ناقل الكربامويل، لكن هذا يعتمد على عدد من الحالات، إذ قد يشكو الأفراد المصابون بطفرات خفيفة يتأخر معها ظهور المرض غالبًا من مرض شديد عند تعرضهم لشدة أيضية كافية. يصعب تأكيد الارتباطات الوراثية الشكلية عند الإناث، إذ لا تتأثر الفعالية المتبقية للإنزيم في الكبد بطبيعة الطفرة وحسب، بل أيضًا بالنموذج العشوائي لتعطيل الصبغي إكس.
تشير الإحصائيات إلى أن عوز الأورنيثين ناقل الكربامويل أشيع اضطراب يصيب دورة اليوريا، لكن مدى الوقوع الدقيق صعب الحساب بسبب تنوع التظاهر السريري للأشكال متأخرة الظهور. أفادت التقديرات الأولى أن وقوع هذا الاضطراب يبلغ 1 إلى 14,000 من الولادات الحية، لكن الدراسات الحديثة قلصت هذا المعدل إلى ما يقارب 1:16,000 إلى 1:72,000.

## التشخيص
يرتفع الشك في اضطراب دورة اليوريا لدى المصابين بفرط أمونيا الدم، ويُعد تحديد السبب النوعي لارتفاع مستوياتها مطلبًا أساسيًا مع أن العلاج يركز على تخفيض تراكيز أمونيا المريض.[بحاجة لمصدر]
تشمل الاختبارات التشخيصية لعوز الأورنيثين ناقل الكربامويل أو ارتفاع أمونيا الدم تحليل بلازما المريض والحموض الأمينية في البول، وتحليل حمض البول العضوي (لكشف وجود حمض الأوروتيك أو غيابه، واستبعاد احمضاض الدم العضوي)، وقياس مستويات أسيتيل الكارنتين في البلازما (تكون طبيعية في عوز الأورنيثين ناقل الكربامويل، لكنها تكشف بعض الأسباب الأخرى لفرط أمونيا الدم).
يعاني المصاب بعوز الأورنيثين ناقل الكربامويل من نقص في تراكيز السيترولين والأرجنين (لأن إحصار الإنزيم يؤثر مباشرةً على هذه المركبات الوسطية) وزيادةً في حمض الأوروتيك. تزداد تراكيز حمض الأوروتيك نتيجة تراكم كاربامويل فوسفات. يُعد هذا النمط الشكلي الحيوي الكيميائي (زيادة الأمونيا وانخفاض السيترولين وزيادة حمض الأوروتيك) نموذجيًا في عوز الأورنيثين ناقل الكربامويل، لكن يمكن ملاحظته أيضًا في التظاهرات السريرية عند الولدان المصابين بعوز إنزيم أورنيثين أمينو تراسفيراز. يظهر هذا النمط الشكلي الكيميائي الحيوي النموذجي فقط عند الذكور شديدي الإصابة.
يصعب تشخيص الإناث متخافة اللواقح، ومع ظهور تقنيات التسلسل الوراثي، أصعب الاختبار الجزيئي مفضلًا للتشخيص، خاصةُ عند معرفة الطفرات المسببة للمرض في العائلة. قديمًا، اعتمد تشخيص الإناث متغايرات اللواقح على تحدي الألوبيورينول. تُستقلب الجرعات الفموية من الألوبيورينول إلى أوكسي بيورينول ريبونوكليوتيد عند الإناث ذوات الإنزيمات منخفضة الفعالية، وهذا المركب يكبح سبيل الاصطناع الحيوي للبيريميدين. يمكن الاعتماد على ارتفاع حمض الأوروتيك للتفريق بين الأفراد متخالفي اللواقح والأفراد السليمين عندما يجتمع تحفيز كبح الإنزيمات مع نقص فعالية الإنزيم الفسيولوجية كما هو الحال في تخالف اللواقح. لم تنتشر هذه الطريقة على نطاق واسع لأنها امتلكت نتائج إيجابية وسلبيةً كاذبة.
يُعبر عن إنزيم الأورنيثين ناقل الكربامويل في الكبد فقط، وبالتالي يتطلب الفحص الإنزيمي المؤكد للتشخيص خزعةً كبدية. كانت الخزعة الطريقة الوحيدة لتأكيد التشخيص المشتبه قبل أن يُتاح الاختبار الجيني الجزيئي على نطاق واسع. كانت خزعة الكبد إجراءً معتادًا لتأكيد إصابة الجنين عند التشخيص في المرحلة الجنينية. أنهت التقنيات الجزيئية الحديثة هذا الأمر وأصبح تسلسل الجينات في أفراد العائلة غير العرضيين الطريقة المفضلة للتشخيص بعد تأكيده لدى المستلفت.

## العلاج
يهدف علاج المصابين بعوز الأورنيثين ناقل الكربامويل  إلى تجنب ارتفاع أمونيا الدم عبر اتباع حمية مضبوطة بصرامة، وتطبيق علاج وقائي باستخدام العوامل النابشة للنيتروجين مثل بنزوات الصوديوم. يهدف هذا إلى تخفيض قبط النتروجين مع السماح بطرح الفائض منه بالطرق البديلة. يضاف الأرجينين أيضًا لتحسين الوظيفة الكلية لدورة اليوريا. إذا حدثت نوبة فرط أمونيا الدم، يكون هدف العلاج الأساسي تقليص مستويات الأمونيا عند المصاب فور الإمكان، وهذا قد يشمل الديلزة الدموية في الحالات الشديدة.
يمكن اعتبار العلاج الجيني علاجًا شافيًا محتملًا لعوز الأورنيثين ناقل الكربامويل، وأُجريت عليه تجارب سريرية في جامعة بنسيلفانيا في أواخر التسعينيات. عُلقت هذه التجارب بعد وفاة جيسي جيلسينغر، وهو شاب شارك في المرحلة الأولى من التجارب المعتمدة على ناقل فيروسي غدي. استؤنفت الاختبارات التجريبية عام 2016 باستخدام ناقل مغاير، وما زالت مستمرةً حتى الآن.
يُعد زرع الكبد الخيار الوحيد للعلاج حاليًا، إذ يسترجع الفعالية الإنزيمية الطبيعية. في مراجعة جرت عام 2005 على 51 مريضًا مصابًا بعوز الأورنيثين ناقل الكربامويل خضعوا لزرع الكبد، بلغ معدل البقيا لخمس سنوات 90%. تخضع الحالات الشديدة من الأورنيثين ناقل الكربامويل لتقييم ملاءمتها مع زرع الكبد عادةً بعمر ستة أشهر.

## الإنذار
وجدت دراسة رجعية عام 1999 شملت 74 حالة من الشكل الولادي للاضطراب أن 32 (43%) من المرضى توفوا خلال أول نوبة فرط أمونيا الدم، وعاش أقل من 20% من الناجين حتى 14 عامًا. خضع القليل من هؤلاء المرضى لعملية زراعة الكبد.
يعاني أغلب المرضى الذين يظهر لديهم المرض في مرحلة الوليد من اعتلال عصبي وتخلف عقلي شديدين رغم التشخيص والعلاج المناسبين. لا يشفي زرع الكبد من الأذى الدماغي الذي حدث سابقًا، لكنه يقي مستقبلًا من نوب ارتفاع أمونيا الدم وزيادة التضرر.